# Друга ліга Чемпіонату Узбекистану з футболу
Друга ліга Чемпіонату Узбекистану з футболу або просто Друга ліга (узб. O’zbekiston Ikkinchi Ligasi) — футбольна ліга в Узбекистані, третя за значенням після Першої ліги та Вищої ліги. Перший розіграш другої ліги стартував 1992 року.

## Формат ліги
Турнір проходить пізньої осені. У турнірі беруть участь переможці обласних чемпіонатів, а також команди аутсайдери Першої ліги.
Сам турнір складається з двох фаз. У першій фазі команди грають між собою в регіональних групах за право виходу до фінальної частини другої фази. У другій фазі команди розділяються на дві групи «Схід» та «Захід», і змагаються за право виходу до Першої ліги. Чотири кращі клуби другої фази виходять до Першої ліги. Команди, які посіли чотири останні місця в турнірній таблиці вибувають до обласних чемпіонатів.

## Всі призери
|      |                                                                                             |  |  |
| 1992 | Сітора (Бухара), Кимьогар (Чирчик)                                                          |  |  |
| 1993 |                                                                                             |  |  |
| 1994 | Чиланзар (Ташкент), Навруз (Наманган), Маданіят (Кібрай), Тегірмончі (Шурчі)                |  |  |
| 1995 | Шуртан (Гузар), Тукімачі (Фергана), Букалик (Бука)                                          |  |  |
| 1996 |                                                                                             |  |  |
| 1997 | Цементчі (Кувасай), Тадбіркор (Ургенч)                                                      |  |  |
| 1998 |                                                                                             |  |  |
| 1999 |                                                                                             |  |  |
| 2000 |                                                                                             |  |  |
| 2001 |                                                                                             |  |  |
| 2002 |                                                                                             |  |  |
| 2003 | Галлакор (Галлаярал), ФК «Янгієр», Тупаланг (Саріасія), Шайхантахур (Ташкент), Попфен (Пап) |  |  |
| 2004 | ФК «Коканд 1912», АОЗСК (Андіжан), Насаф-2 (Карши), Нефтчі (Джаркурган)                     |  |  |
| 2005 | ФК «Касансай», Курувчі (Ташкент), Миєнкол (Каттакурган), Актепа (Ташкент)                   |  |  |
| 2006 | Локомотив БФК (Ташкент), О.Акбаров (Яйпан), ФК «Ромитан», НОЗК (Нукус)                      |  |  |
| 2007 |                                                                                             |  |  |
| 2008 | Спартак (Ташкент), Нефтчі (Джаркурган), Інтернат (Карши), ФК «Курувчі-Бухара»               |  |  |
| 2009 | ФК «Хіва», Локомотив БФК (Ташкент), ФК «Гулистан», ФК «Касансай»                            |  |  |
| 2010 | Регистан (Самарканд), Еркурган (Касан), Чиланзар-Пахтакор (Ташкент), ФК «Янгієр»            |  |  |
| 2011 | ФК «Заамін», Нефтчі (Хамза), Южанин (Навої), ФК «Бухара-2»                                  |  |  |
| 2012 | Локомотив БФК (Ташкент), Хотіра 79 (Уйчі), Шердор (Самарканд), Спартак (Бухара)             |  |  |
| 2013 | Обод (Ташкент), Геофізика (Ташкентський в.), ФК «Гіждуван», ФШ Машал (Мубарек)              |  |  |
| 2014 | Яз'яван Лочинлари, Цементчі (Кувасай), ФШ Насаф (Карши), НГПІ (Нукус)                       |  |  |
| 2015 | Нурафшон (Бухара), ФК «Гіждуван», Локомотив БФК, Нарин (Хаккулабад)                         |  |  |

## Команди, які раніше виступали в лізі
- Нурафшон-Бухара
- Істіклол (Ташкент)

## Радянські узбецькі клуби, які раніше виступали у другій або другій нижчій лізі Чемпіонату СРСР
- ФК «Ханкі»
- ФК «Турткулчи»
- ФК «Трудові резерви»
- ФК «Старт» (Ташкент)
- ФК «Сохібкор»
- ФК «Свердловець»
- Пахтаарал
- ФК «Наримановець»
- Мехнат
- Каршибуд
- Динамо (Ташкент)
- ФК «Бешкент»
- ФК «Аккурган»